# Bonnœuvre
Bonnœuvre is een plaats en voormalige gemeente in het Franse departement Loire-Atlantique in de regio Pays de la Loire.

## Geschiedenis
De gemeente maakte deel uit van het arrondissement Ancenis totdat het op 15 maart 2015 fuseerde met het arrondissement Châteaubriant tot het huidige arrondissement Châteaubriant-Ancenis. Op 1 januari 2018 fuseerde de gemeente met Maumusson, Saint-Mars-la-Jaille, Saint-Sulpice-des-Landes en Vritz en de gemeente Freigné in het aangrenzende departement Maine-et-Loire tot de commune nouvelle Vallons de l'Erdre.

## Geografie
De oppervlakte van Bonnœuvre bedraagt 15,6 km², de bevolkingsdichtheid is 32,4 inwoners per km².
De onderstaande kaart toont de ligging van Bonnœuvre met de belangrijkste infrastructuur en aangrenzende gemeenten.

## Demografie
Onderstaande figuur toont het verloop van het inwonertal.
Bonnœuvre · Freigné · Maumusson · Saint-Mars-la-Jaille · Saint-Sulpice-des-Landes · Vritz